# Тюльпан Альберта
Тюльпан Альберта (лат. Tulipa alberti) — вид многолетних травянистых растений рода Тюльпан (Tulipa) семейства Лилейные (Liliaceae). Эндемик Средней Азии.
Впервые вид был описан ботаником Эдуардом Людвиговичем Регелем и назван в честь его сына Альберта Эдуардовича Регеля, чьи сборы этого растения послужили для первого описания вида.

## Ботаническое описание
Многолетнее травянистое растение.
Луковица яйцевидная, 2-3 см в толщину, с кожистыми черно-бурыми оболочками.
Стебель 12-20 см в высоту, коренастый.
Листья в числе 3-4 отогнутые, сближенные, очень сизые, пушистые, по краю более или менее реснитчатые, курчавые, быстро кверху уменьшающиеся, часто превышающие цветки; самый нижний лист широко-продолговатый или почти эллиптический, 3-7 см в ширину.
Цветок единичный; листочки околоцветника красные, малиновые или желтые, при самом основании желтые с черным пятном; внешние листочки 3,5-6 см в длину, немного длиннее внутренних, ромбические или обратно-продолговатые; внутренние обратно-треугольно-яйцевидные, к основанию клиновидные, вогнутые, выемчатые, сходящиеся; тычинки в 2-3 раза короче листочков околоцветника, нити голые, желтые, пыльники желтые, немного длиннее нитей; завязь немного короче тычинок, зеленоватая, с сидячим рыльцем.
Цветет в апреле-мае. Плод — коробочка, 2-2,5 см в ширину и 3-5 см в длину.

## Распространение
Эндемик Средней Азии. Распространен в Сарыарке, южной части пустыни Бетпак-Дала, Прибалхашье (окрестности сел Таргыл и Куянкуз), Тянь-Шане (хр. Каратау), Чу-Илийских горах, Джунгарском Алатау (хр. Шолактау) и в западной части Киргизского хребта.
Произрастает на щебнистых и мелкоземистых склонах низкогорий и среднегорий среди редкой травянистой растительности, в зарослях кустарников, на скалах.

## Охранный статус
Ранее вид включался в Красную книгу СССР. Ныне внесен в Красную книгу Казахстана.
Лимитирующими факторами является сбор цветов, выкапывание луковиц, хозяйственное освоение низкогорий.
В культуре с 1877 года. Культивируется в ботанических садах Москвы, Санкт-Петербурга, Киева, Минска, Алма-Аты, Ташкента, Бишкека и др.

## В филателии

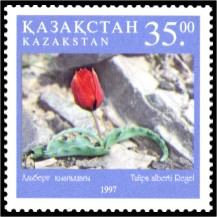

Тюльпан Альберта изображен на почтовой марке Казахстана 1997 года.